# Акварелі (фільм)
«Акварелі» (англ. Watercolors) — дебютний фільм 2008 року американського режисера і сценариста Девіда Олівераса. В основу сюжету покладено події з життя самого Олівераса. У ролі тренера Брауна у фільмі знявся чотириразовий олімпійський чемпіон і п'ятикратний чемпіон світу зі стрибків у воду Грег Луганіс.

## Сюжет
Фільм починається з цитати віршів Пабло Неруди: «Кохання коротке, але пам'ять про нього вічна».
Замкнутий школяр Денні, що захоплюється малюванням знайомиться з Картером, що навчається з ним у одному класі і є найкращим спортсменом у школі. Знайомляться бо їхні батьки ходять до одного клубу анонімних алкоголіків. Через обставини, що склалися, вони залишаються разом на вихідні й сплять в одній кімнаті. Денні допомагає Картеру з англійською мовою, а Картер «відплачує» йому позуванням моделлю для малюнків.
Данні закохується у Картера і у них прокидаються еротичні почуття. Після передозування наркотиками Картер потрапляє до лікарні і на його спортивній кар'єрі постає крапка. Вранці Картера знаходять мертвим і Денні важко переживає втрату друга і коханого. Через роки Денні стає успішним художником. Його партнер переживає, що Данні досі не забув Картера і постійно його малює.

## У ролях
- Тай Олсон — Денні Волтер
- Кайл Клер — Картер Мелман
- Карен Блек — місіс Мартін
- Грег Луганіс — тренер Браун
- Кейсі Крамер — Міріам
- Ян Родес — дорослий Денні

## Нагороди
- Outfest у Лос-Анджелесі, 2008 рік:
  - Приз глядацьких симпатій за «Найкращий сценарій драматичного фільму»
  - Приз журі Найкращому актору Таю Олсону

- Міжнародний кінофестиваль геїв та лесбійок у Тампі, 2008 рік:
  - Приз журі Найкращому актору Таю Олсону
  - Приз глядацьких симпатій «Найкращому актору другого плану» Кайлу Клеру
  - Приз глядацьких симпатій «Найкращому режисеру» Девіду Оліверасу

Фільм демонструвався у 2008 році на кінофестивалі Фреймлайн у Сан-Франциско.